# Finnstarr
Finnstarr (Carex atherodes) är ett halvgräs inom släktet starrar. Den blir 60-150 cm hög och växer med utlöpare.

Arten påminner närmast om grusstarr men är kraftigare och har kala, inte håriga, fruktgömmen. Växtplatsen är fuktiga ställen som stränder och kärr. 
 
Det första svenska fyndet gjordes  1987 av Nadja Njordsson i Sänningstjärn i Hassela socken i Hälsingland. Sedan dess är arten även funnen på en lokal i Jämtland och en i södra Lappland.  Den övriga nordiska utbredningen omfattar Finland där arten är sällsynt men spridd Världsutbredningen är cirkumpolär.